# Villy-Bocage
Villy-Bocage – miejscowość i gmina we Francji, w regionie Normandia, w departamencie Calvados.
Według danych na rok 1990 gminę zamieszkiwało 646 osób, a gęstość zaludnienia wynosiła 57 osób/km² (wśród 1815 gmin Dolnej Normandii Villy-Bocage plasuje się na 347. miejscu pod względem liczby ludności, natomiast pod względem powierzchni na miejscu 426.).